# Јуко Моримото
Јуко Моримото (јап. 森本 ゆう子) бивша је јапанска фудбалерка.

## Репрезентација
За репрезентацију Јапана дебитовала је 1993. године. За тај тим одиграла је 10 утакмица и постигла је 2 гола.

## Статистика
| Јапан  | Јапан | Јапан |
| Год.   | Ута.  | Гол.  |
| ------ | ----- | ----- |
| 1993   | 2     | 0     |
| 1994   | 1     | 0     |
| 1995   | 0     | 0     |
| 1996   | 0     | 0     |
| 1997   | 5     | 2     |
| 1998   | 2     | 0     |
| Укупно | 10    | 2     |